# Валя-Шапартокулуй
Валя-Шапартокулуй (рум. Valea Șapartocului) — село у повіті Муреш в Румунії. Входить до складу комуни Албешть.
Село розташоване на відстані 219 км на північний захід від Бухареста, 43 км на південний схід від Тиргу-Муреша, 114 км на південний схід від Клуж-Напоки, 84 км на північний захід від Брашова.

## Населення
За даними перепису населення 2002 року у селі проживали 223 особи.
Національний склад населення села:
| Національність | Кількість осіб | Відсоток |
| -------------- | -------------- | -------- |
| цигани         | 162            | 72,6%    |
| румуни         | 59             | 26,5%    |

Рідною мовою назвали:
| Мова      | Кількість осіб | Відсоток |
| --------- | -------------- | -------- |
| циганська | 155            | 69,5%    |
| румунська | 66             | 29,6%    |